# Skhirate
Skhirate (àrab: الصخيرات, aṣ-Ṣẖīrāt; amazic estàndard marroquí: ⵚⵅⵉⵔⴰⵜ, Ṣxirat) és un municipi de la prefectura de Skhirate-Témara, a la regió de Rabat-Salé-Kenitra, al Marroc. Segons el cens de 2014 tenia una població total de 59.775 persones.

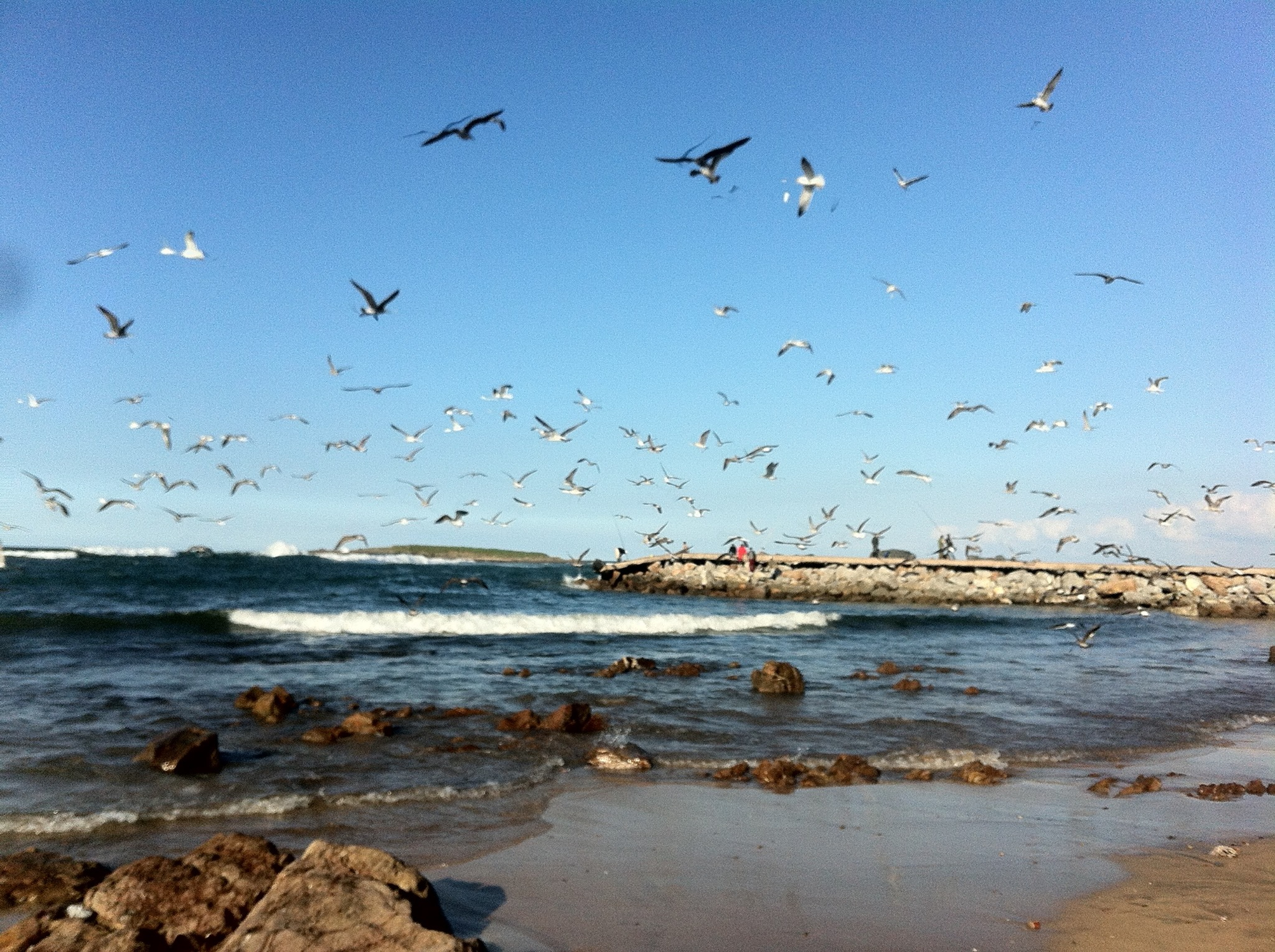
by: Miloud Nouasria

## Història
Skhirate fou l'escenari d'un cop d'estat organitzat contra el rei Hassan II el dia del seu aniversari, 11 de juliol de 1971, organitzat pel tinent coronel Mohammed Medbouh i el general M'hamed Ababou.